# Verdrag van Alexandropol
Het Verdrag van Alexandropol (Turks: Gümrü Antlaşması, Armeens: Ալեքսանդրապոլի պայմանագիր) was een niet-geratificeerd vredesverdrag tussen de Democratische Republiek Armenië en de Turkse Nationale Vergadering en werd in de nacht van 2 op 3 december 1920 ondertekend in de stad Alexandropol (Gjoemri). Het verdrag maakte een einde aan de Turks-Armeense Oorlog.
Het was de eerste overeenkomst van de Turkse beweging onder Mustafa Kemal Atatürk met een erkende staat. De Republiek Turkije werd pas drie jaar later uitgeroepen als opvolger van het Ottomaanse Rijk. Als vertegenwoordiger van Turkse zijde onderhandelde generaal Kâzım Karabekir met de Armeense minister van Buitenlandse Zaken Aleksandr Chatisjan. Het verdrag bestond uit 18 artikelen. In artikel 10 deed Armenië afstand van het Verdrag van Sèvres, dat voorzag in een Armeense staat in Oost-Anatolië.
Artikel 2 legde de nieuwe grens tussen de twee landen vast. De grenslijn zou over de benedenloop van de Karasu, de Aras, de Achoerjan, de Karahan-kloof en de Büyük Akbaba-berg lopen.

## Geschiedenis en achtergrond
Het Vredesverdrag van Brest-Litovsk van maart 1918 tussen Sovjet-Rusland en het Ottomaanse Rijk definieerde geen nieuwe grens, maar vereiste de terugtrekking van Russische troepen uit de tot Rusland behorende provincies Kars en Batoemi. Het verdrag regelde ook een reorganisatie van de nationale toegehorigheid, waarbij rekening werd gehouden met de wensen van de bevolking en de belangen van het Ottomaanse Rijk. De Armeniërs, Azerbeidzjanen en Georgiërs, verenigd in het Transkaukasisch Commissariaat, wezen het verdrag af en wilden eigen grensafspraken maken met de Ottomanen. Zij richtten in april 1918 de Transkaukasische Democratische Federatieve Republiek op, waaruit een maand later de Republiek Armenië, Democratische Republiek Azerbeidzjan en Democratische Republiek Georgië zouden voortkomen.
In mei 1918 eisten de Ottomanen ook de annexatie van gouvernement Tiflis, Etsjmiadzin en Nachitsjevan om de spoorverbinding naar Bakoe te controleren. Op 21 mei begonnen de Ottomanen hun offensief en rukten dankzij numerieke superioriteit snel op, waardoor ze Alexandropol en grote delen van wat nu Armenië is, konden veroveren. Ze werden echter tegengehouden door de Armeniërs in de Slag bij  Sardarapat, die de verovering van Jerevan en andere delen van Armenië afwendde. In het Verdrag van Batoemi in juni 1918 moest de onlangs opgerichte Democratische Republiek Armenië echter de nieuwe grenzen bevestigen.
Toen als gevolg van de Ottomaanse nederlaag in de Eerste Wereldoorlog het Verdrag van Brest-Litovsk met de Wapenstilstand van Mudros van oktober 1918 nietig werd verklaard, ontstond er een machtsvacuüm. In december 1918 werd in Kars de Zuidwest-Kaukasische Republiek gesticht. Deze republiek werd aanvankelijk door de Britse regering in Batoemi getolereerd, maar vervolgens in juni 1919 ontbonden en onder Armeense controle geplaatst. In augustus 1920 moest Turkije bij het Verdrag van Sèvres de territoriale winsten uit het Verdrag van Brest-Litovsk opgeven, en Kars viel in handen van Armenië. De definitieve nieuwe grens zou worden bepaald door een arbitrale uitspraak van de Amerikaanse president Woodrow Wilson, die naar verwachting de Armeense grens aanzienlijk verder westwaarts zou verplaatsen naar het grondgebied van de voormalige Ottomaanse vilajets Erzurum, Trebizonde, Van en Bitlis. Toen deze afbakening op 22 november 1920 werd gepubliceerd, was Wilson vanwege ziekte al vrijwel niet meer handelingsbekwaam, de Verenigde Staten hadden een mandaat voor Armenië al afgewezen, de andere westerse mogendheden, die Wilson bij de Conferentie van San Remo met de grenskwestie hadden gesteund, waren oorlogsmoe, en de Turks-Armeense Oorlog, die zich had ontwikkeld uit een grensconflict rond Oltu, was al in volle gang. In deze oorlog slaagde de Turkse opperbevelhebber Kâzım Karabekir erin om op 30 oktober 1920 Kars te veroveren en vervolgens grote delen van Armenië te bezetten.

## Sluiting van het verdrag
Het na de oorlog in december 1920 ondertekende Verdrag van Alexandropol legde de grens van Armenië met Turkije vast op de huidige grens. Een gebied dat overeenkomt met de huidige autonome republiek Nachitsjevan, waarvan de toegehorigheid door middel van een volksraadpleging zou worden beslist, werd onder Turks protectoraat geplaatst. Armenië moest afzien van het gebruik van zware wapens. De bepalingen van het Verdrag van Sèvres werden nietig verklaard, evenals andere bepalingen van verdragen van Armenië met derde staten die tegen Turkije waren gericht. Er werd vrij transitverkeer overeengekomen voor zowel Armenië als de regio Nachitsjevan.
Het verdrag zou binnen een maand door het Armeense parlement worden geratificeerd, maar dat gebeurde niet omdat Armenië door Sovjet-Rusland werd geannexeerd. Turkije beschouwde de voorwaarden van het Verdrag van Moskou als voordeliger. In oktober 1921 werden de voorwaarden van dit laatste verdrag bevestigd door het Verdrag van Kars tussen Turkije en de nieuw gevormde Transkaukasische Socialistische Federatieve Sovjetrepubliek.